# 全日本パフォーマンス人文字大賞
全日本パフォーマンス人文字大賞（ぜんにほんパフォーマンスひともじたいしょう）は、2005年と2006年にテレビ東京で放送されたお正月の特別番組である。2回とも生放送である。

## 内容
テレビ東京の系列6局が代表チームを選抜し、パフォーマンスを行いながら人文字を描く。それを審査員が審査し、最も評価が高かったチームには賞金100万円が贈られる。またその他に各賞も存在する。
また各中継先には実況者・アナウンサー・芸能人リポーターが出ていた。

## ルール
- 演技時間は3分程度にまとめる事。
- 参加人数は200人以内。（第2回は人数は無制限。）
- 演技に必要な道具は、チーム内で製作する。

## 審査内容
- 第1回は、全チーム演技終了時に審査員7名が審議の上で、優勝、アイデア賞、チームワーク賞を決定する。
- 第2回は、各演技終了時に技術ポイントを審査員10名が1人10点満点で評価。そして全チームの演技終了時点で感動ポイントを1人10点満点で評価し、2つのポイント（200点満点）で順位を決定。

ただし、チームには技術ポイントしか公表されない。

## その後
番組は終了したが、後に続く形として、毎年夏休み期間中に開催されるからくりNEOドミノ甲子園が2007年から開始された。これは、全国の小学生が学校単位で応募し、4日間でドミノを並べる（ただし、からくり装置を設計するのはサポーターの力を借りても良い）。それを倒し、芸術性を競う。優勝チームには、「夢の応援資金」として100万円が贈られる。